# Mieczysław Piotrowski (duchowny)
Mieczysław Piotrowski (ur. 1 listopada 1952 w Napękowie), kapłan diecezji bydgoskiej, twórca i moderator krajowy RCS, redaktor naczelny „Miłujcie się!” w latach 1991–2022.

## Życiorys
W 1970 po zdaniu matury w Technikum Chemicznym w Kielcach wstąpił do Wyższego Seminarium Duchownego dla Polonii Zagranicznej w Poznaniu. 9 maja 1977 przyjął święcenia kapłańskie i udał się na placówkę w Goleniowie. Po roku pracy powierzono mu tzw. powołaniówkę. W 1980 został skierowany na studia licencjackie i doktoranckie na Uniwersytecie Gregoriańskim w Rzymie. Studia w Rzymie dopełniły dwa dłuższe pobytu: w Londynie, gdzie szlifował język angielski oraz w Scauri, gdzie finalizował pisanie pracy doktorskiej, dotyczącej chrystologii angielskiego filozofa i teologa Erica Lionela Mascalla. W 1987 wrócił do Poznania, gdzie objął funkcję prefekta seminarium oraz wykładowcy teologii dogmatycznej.
W 1991 po śmierci ks. Tadeusza Myszczyńskiego objął funkcję redaktora naczelnego Katolickiego Dwumiesięcznika Społecznej Krucjaty Miłości „Miłujcie się!”. W 2001 powołał do życia Wydawnictwo Agape, wydawcę czasopisma, a od 2006 także książek.